# دارالحصاة (شبام)
'

تعديل مصدري - تعديل

دارالحصاة هي إحدى قرى عزلة شبام بمديرية شبام التابعة لمحافظة حضرموت، بلغ تعداد سكانها 74 نسمة حسب تعداد اليمن لعام 2004.